# Río de la Plata
La Plata (špa. Río de la Plata – Srebrna rijeka) je najveći estuarij na svijetu koji nastaje spajanjem ušća rijeka Paraná i Urugvaj u Atlantski ocean. La Plata predstavlja granicu između Argentine i Urugvaja.
Površina estuarija iznosi 35.000 km², dužina 320 km, a širina od 80 do 220 km. Estuarij La Plata je relativno plitak, dubok je samo između 2 i 8 m, što se objašnjava velikom količinom materijala koji nanose obe rijeke.
Površina sliva iznosi oko 3.200.000 km². Prvi Europljanin koji je otkrio La Platu bio je Juan Díaz de Solís, 1515. – 1516. godine, međutim ime je dao Magellan 1519. godine.
Na La Plati se nalaze sljedeći gradovi:
- Buenos Aires
- Montevideo
- Punte del Este, manje turističko naselje

Otoci u estuariju:
- Gorriti

## Vanjske poveznice
- Hidrološki izvještaj  Arhivirana inačica izvorne stranice od 20. veljače 2006. (Wayback Machine), izdavač: Organizacija Američkih Država
- Ugovor između Urugvaja i Argentine o Rio de la Plate i granici na moru (19. studeni 1973.)
- RioPla.com  Arhivirana inačica izvorne stranice od 7. veljače 2012. (Wayback Machine) Río de la Plata on-line informacije (WAP, RSS i WWW)